# The Man in the Iron Mask (1998)
The Man in the Iron Mask is een Amerikaanse historische avonturenfilm uit 1998 van Randall Wallace, met in de hoofdrollen Leonardo DiCaprio, John Malkovich, Jeremy Irons en Gérard Depardieu en is gebaseerd op een verhaal uit het boek De burggraaf van Bragelonne van Alexandre Dumas père.

## Verhaal
Koning Lodewijk XIV regeert het Franse volk met harde hand. Van de beroemde Musketiers (die zijn vader gediend hebben) staat er nog maar eentje aan zijn zijde: D'Artagnan. De andere Musketiers (Athos, Portos en Aramis) leven een teruggetrokken bestaan en lijken hun vroegere idealen verloren te hebben. Raoul, zoon van Athos, zit in het leger en staat op het punt zicht te verloven met de mooie Christine. De koning laat echter zijn oog vallen op Christine en stuurt Raoul naar het front, een wisse dood tegemoet.
Als Athos bericht krijgt vanuit het leger dat zijn zoon gesneuveld is, zweert hij wraak. Aramis komt al snel met een plan, hij is een van de weinigen die weet dat de koning een tweelingbroer heeft. Deze is opgeborgen in de Bastille, zijn gezicht bedekt met een ijzeren masker. Zijn plan is tijdens een groots bal de koning te vervangen door zijn tweelingbroer.
Ze weten de broer, Philippe, de Bastille uit te smokkelen en leiden hem in korte tijd op tot koning. Hierbij komt het tot botsing met D'Artagnan, die zijn eed aan zijn koning niet wil breken. Philippe blijkt echter zachtaardiger van aard dan zijn broer, de koning, en de andere Musketiers raken steeds meer overtuigd dat ze door het plan Frankrijk de koning geven die het eigenlijk verdient.

## Rolverdeling
| Acteur            | Personage                      |
| ----------------- | ------------------------------ |
| Leonardo DiCaprio | Koning Lodewijk XIV / Philippe |
| John Malkovich    | Athos                          |
| Jeremy Irons      | Aramis                         |
| Gabriel Byrne     | D'Artagnan                     |
| Gérard Depardieu  | Porthos                        |
| Peter Sarsgaard   | Raoul                          |
| Judith Godrèche   | Christine                      |
| Anne Parillaud    | Koningin Anna                  |
| Edward Atterton   | Luitenant André                |
| Hugh Laurie       | Raadsman van de koning         |
| David Lowe        | Raadsman van de koning         |

## Achtergrond

### Filmmuziek
De muziek voor de film werd geschreven door Nick Glennie-Smith. De muziek werd ook gedraaid op de Olympische winterspelen 2002.
1. Surrounded
2. Heart Of A King
3. The Pig Chase
4. The Ascension
5. King For A King
6. The Moon Beckons
7. The Masked Ball
8. A Taste Of Something
9. Kissy Kissie
10. Training To Be King
11. The Rose
12. All Will Be Well
13. All For One
14. Greatest Mystery Of Life
15. Raoul And Christine
16. It Is A Trap
17. Angry Athos
18. Raoul's Letter
19. The Palace
20. Raoul's Death
21. Queen Approaches

### Verschillen tussen de versies
De originele roman en de film over de man met het ijzeren masker vertonen een aantal verschillen, vooral in de manier waarop de koninklijke tweeling wordt neergezet.
In Dumas' The Vicomte de Bragelonne is de tweelingbroer aanvankelijk sympathieker, maar blijkt uiteindelijk de koning een stuk intelligenter en volwassener te zijn, en wordt duidelijk dat hij gewoon verkeerd wordt begrepen. In deze film wordt de koning neergezet als een tiran die de troon eigenlijk niet verdient.

## Prijzen en nominaties
| Jaar | Prijs                  | Categorie                                        | Genomineerde(n)                                                 | Uitslag     |
| ---- | ---------------------- | ------------------------------------------------ | --------------------------------------------------------------- | ----------- |
| 1998 | Bogey Award            | -                                                | -                                                               | Gewonnen    |
| 1998 | European Film Awards   | Outstanding European Achievement in World Cinema | Gérard Depardieu                                                | Genomineerd |
| 1999 | ASCAP Award            | Top Box Office Films                             | Nick Glennie-Smith                                              | Gewonnen    |
| 1999 | CDG Award              | Excellence in Costume Design for Film            | James Acheson                                                   | Genomineerd |
| 1999 | Golden Raspberry Award | slechtste schermkoppel                           | Leonardo DiCaprio (als zowel de koning als diens tweelingbroer) | Genomineerd |

## Trivia
- Er heeft inderdaad een gemaskerde man gevangen in de Bastille gezeten. Het masker was eigenlijk van fluweel. Beweerd wordt dat hij de Dauphin was, maar het is nooit vast komen te staan wie hij was. Zie ook Man met het ijzeren masker.